# 拉克羅斯 (伊利諾伊州)
拉克羅斯（英語：La Crosse）是位於美國伊利諾伊州漢考克縣的一個非建制地區。該地的面積和人口皆未知。

## 地理
拉克羅斯的座標為40°31′44″N 91°01′23″W / 40.52889°N 91.02306°W，而該地的平均海拔高度為197米（即646英尺）。